# 大白鯊 (電影)
《大白鲨》（英語：Jaws）是一部1975年的美国惊悚电影，由史蒂文·斯皮尔伯格执导，根据彼得·本奇利的同名小说改编。本片是暑期大片的开山之作，其发行被视为电影史上的分水岭。影片讲述一个名叫艾米蒂岛的暑期度假小镇近海出现一头巨大的食人大白鲨，多名游客命丧其口，当地警长在一名海洋生物学家和一位职业鲨鱼捕手的帮助下决心猎杀这条鲨鱼。罗伊·沙伊德尔在片中饰演马丁·布罗迪警长，理查德·德莱弗斯饰演海洋生物学家马特·胡珀，罗伯特·肖扮演鲨鱼捕手昆特，莫瑞·汉密尔顿诠释艾米蒂岛市长，另有洛琳·蓋瑞飾演布罗迪的夫人艾伦。小说原著作者班奇利撰写了剧本初稿，之后由演员兼编剧卡尔·哥特列布在电影进行主体拍摄期间对其进行了改编。
影片主要是在马萨诸塞州的马萨葡萄园岛取景，拍摄过程困难重重，预算超支、日程延误。由于艺术制作部门制作的机械鲨鱼出现了许多故障，斯皮尔伯格决定充分利用作曲家約翰·威廉斯创作的简约、不详的音乐主题来表明鲨鱼即将出场，用音乐来表现这条可怕动物的存在。斯皮尔伯格及他人都曾把这种暗示性手法与经典惊悚片导演阿尔弗雷德·希区柯克相比。环球影业对本片的发行力度即使是按当年的大型制片公司电影来说也异常之大，上映银幕超过450张，并配以大量营销宣传活动和着重强调搭售商品的电视广告。
《大白鲨》获得了影评人的普遍好评，创下历史电影票房新纪录，这个纪录直到两年后才被《星球大战》超越。影片配乐和剪辑获得了包括奥斯卡金像奖在内的多个奖项肯定，电影本身还经常登上多个组织评选的史上最佳电影榜单。《大白鲨》和《星球大战》一样，在建立好莱坞现代商业模式上有着举足轻重的地位，开创了把动作和冒险类电影在暑期通过数以千计的电影院放映，并伴随着大量广告的高概念营销理念。影片之后还拍摄了三部续集，并且出现了许多模仿之作，不过都没有斯皮尔伯格和本奇利的参与。2001年，《大白鲨》因其在“文化、历史和审美方面的显著成就”，获美国国会图书馆列入国家电影登记表下属的国家电影保存委员会保护电影名单。

## 情节
在黄昏时分的艾米提岛（Amity Island），一个名叫克莉西（Chrissie）的年轻女子离开海滩晚会现场前去裸泳。游到一个浮标的附近时，她突然被一股不明力量扯住并拖下水。
克莉西的朋友报告她失踪了，警长马丁·布罗迪（Martin Brody）的副手在海滩上发现了她残缺不全的尸体。法医告知布罗迪，这个女孩是受鲨鱼攻击而死，布罗迪打算封闭海滩，但市长賴瑞·沃恩（Larry Vaughn）推翻了这個决定，因为他担心鲨鱼攻击的消息，会让当地的旅游业毁于一旦，这也是镇上主要的收入来源。法医随后改口称克莉西是因為划船意外事故而丧生，布罗迪无奈地接受了这个解释。鲨鱼之後又夺去了一个在海滩附近游泳的小男孩和一隻小狗的生命，他的母亲对捕杀这头鲨鱼发出悬赏，這事件在一群业余捕鲨者中闹得沸沸扬扬，还引起了当地的一名专业捕鲨者昆特（Quint）的注意，他表示自己可以杀死这头鲨鱼，但要求一万美元的报酬。海洋生物学家麥特·胡珀（Matt Hooper）检验过克莉西的遺體后认定，她並非死于船難，而是被鲨鱼所杀。
渔民捉到了一条大型虎鲨，镇上的人们因此认为问题已经解决。胡珀想要检查虎鲨的胃内容物，但沃恩拒绝了他的要求。当晚，布罗迪和胡珀暗中解剖鲨鱼进行检查，卻发现其胃中没有任何人类组织。他们於是出海寻找鲨鱼，却找到了当地渔民班·加德纳（Ben Gardner）的船只残骸。胡珀潜入水下，发现受损的船体上有一颗很大的鲨鱼牙齿，然后又发现了加德勒的尸体并吓了一大跳，手上的鲨鱼牙齿也因此失落。结果虽然有布罗迪和胡珀据理力争，但由于缺乏证据，沃恩仍然拒绝封闭海滩。
7月4日，很多游客来到海滩上游玩。一个小男孩用人造的鲨鱼背鳍搞恶作剧，在主要的海滩上引起恐慌，但真正的鲨鱼却在这时进入附近的河口并杀死了一名男子。布罗迪的儿子迈克尔（Michael）和朋友們僥倖逃生，但也因此惊吓过度。布罗迪说服沃恩聘请昆特捕杀鲨鱼，昆特不情愿地同意让胡珀和布罗迪加入追捕。三人於是登上昆特的“逆戟鲸号”（Orca）一起出海去追捕鲨鱼。
布罗迪负责向水中倒入诱饵，不久後，一头巨大的大白鲨隨即出现在船的后方，三人看着它围绕“逆戟鲸号”游动。昆特估计这头鲨鱼约有7.6米长，重量达3吨。他在船的末端用线缆绑在浮桶上的鱼叉刺中鲨鱼，但鲨鱼拖着浮桶下潜并不知所踪。
夜幕降临，三人退回船舱，昆特讲起自己在第二次世界大战时的经历，他曾經是美国海军波特蘭級重巡洋艦“印第安纳波利斯号”的一名船员，当年该船被日本海军的伊58潜艇所发射的鱼雷击沉，倖存者很快便受到了一大群鲨鱼的攻击。这时鲨鱼卷土重来，破坏了船体后又很快溜走，到了早上又出现在了船的附近。布罗迪试图联系海岸警卫队求救，但昆特破坏了无线电。昆特又用鱼叉在鲨鱼的身上绑上两个浮桶，然后三人一起将绳索绑在船舳上，但鲨鱼却能够向后拖动整艘“逆戟鲸号”，海水因此涌上甲板，发动机也进了水。昆特把船向岸上开去，希望能把鲨鱼拖到浅水区，令其窒息而死，但这种执迷不悟的举动很快就导致发动机报废。
由于船已經无法航行，三人决定铤而走险：胡珀穿上潜水装备进入防鲨笼，与其一起潜下海中，打算利用含有剧毒的皮下注射矛刺伤鲨鱼。但鲨鱼从背后发动突袭，胡珀的武器也落入海底。鲨鱼的攻击令防鲨笼严重变形，胡珀于是趁鲨鱼尚未脱身之际逃出笼外，潜入海底躲藏。鲨鱼又一次浮上水面并跳上“逆戟鲸号”，压断船的艉板，昆特也滑下甲板并遭鲨鱼吞噬。鲨鱼再度发動进攻，布罗迪将一个加压水肺罐扔进它的嘴里，然后拿着昆特的步枪爬上逐渐沉没的船只倾斜的桅杆。鲨鱼又一次开始朝布罗迪逼近，布罗迪朝它的嘴里的气罐开枪，前五槍落空，到了第六槍終於命中氧氣樽，气罐随之爆炸，将鲨鱼炸得粉碎。胡珀重新浮上水面，与布罗迪一起用浮桶朝岸上游去。

## 制作

### 发展
理查·赛纳克和大卫·布朗是环球影业的两位制片人，他们分别听闻了彼得·班奇利的小说《大白鲨》。布朗起初是在时尚生活杂志《柯梦波丹》的文学章节得知这部小说，他的妻子海伦·葛利·布朗（Helen Gurley Brown）当时是该杂志主编。杂志中夹有一张卡片，其上有书籍类文章编辑对小说情节的详细描述，最后还附上了一句“說不定能拍出一部好电影”:6。两位制片人都各花一个晚上看完小说，到了第二天早上，两人都认为这是自己看过“最為刺激”的故事，打算将其改编成电影，只是这时他们都还不知道要如何詮釋這個故事。两人还于1973年以约17.5万美元的价格购买小说的电影改编版權，这时该书还没有正式出版。布朗曾表示他们都把小说看了两遍，要是当时就意识到里面有些情节有多么难拍，自己可能早就放弃了:231。
赛纳克和布朗起初考虑请资深电影人约翰·司图加担任导演，他曾拍过海上历险片《老人与海》；接下来又联系了一年前刚推出处女作《牛仔路漫漫》（The Culpepper Cattle Co.）的迪克·理查兹（Dick Richards）:232。但是，理查兹总习惯于要把鲨鱼描绘成鲸鱼，这让两位制片人感到恼火，于是解除了双方的合作关系:232。此时，史蒂文·斯皮尔伯格非常希望能接手，他这时26岁，不久前刚刚完成院線片处女作《横冲直撞大逃亡》，该片也是由赛纳克和布朗担任制片人。双方在办公室的会面接近尾声时，斯皮尔伯格发现两位制片人手上有当时尚未出版的《大白鲨》小说，看过之后马上就对这个故事感到神魂颠倒。他还发现这个故事与自己1971年的电视电影《飛輪喋血》（Duel）存在相似之处，都是“庞然大物以普通人为目标”的题材。理查兹退出此專案后，两位制片人于1973年6月签约请斯皮尔伯格担任导演，这时《横冲直撞大逃亡》尚未上映:232。
斯皮尔伯格曾在电影开拍前萌生退意，担心接拍《大白鲨》会给人一种自己“专拍卡车和鲨鱼电影”的刻板印象:264，并打算接拍二十世纪福斯的《幸运女士》（Lucky Lady），但环球影业藉由行使条约中规定的权利迫使他留下:240。布朗也帮助说服斯皮尔伯格打消离开的念头，他還表示“拍完（《大白鲨》）后，你想拍什么电影就能拍什么电影”:264。电影获得了约350万美元的预算，拍摄期間定为55天。主体拍摄工作计划在1974年5月开始。环球影业期望电影能在6月底拍完，这时各大制片公司与美国演员工会的合约将会到期，所以万一出现罢工也不会对电影产生影响:52。

### 编剧
斯皮尔伯格希望在改编剧本中保留原著的基本概念，去掉大部分次要情节。他表示自己最喜欢的就是最后120页中猎杀鲨鱼的部分，并且在同意担任导演时告诉赛纳克，希望把前两幕的内容改为与原著相同，然后尽可能真实地反映出小说后三分之一的情节:8。两位制片人曾在买下小说的电影改编版权时向作者承诺，他可以亲自执笔剧本初稿。本奇利一共写了三个不同版本，之后再转交给其他编剧，他在把第三稿交给斯皮尔伯格时表示：“我写了这个（剧本），这是我尽了自己最大努力的作品”。本奇利撰写的剧本中对小说做了多处改动，例如去掉了艾伦·布罗迪与马特·胡珀间存在奸情的内容，这一改动是斯皮尔伯格提议的，他担心这样的内容会伤及两位男性角色之间的友情:11-12。电影开拍后，本奇利还同意到片场客串出演了一名记者。
斯皮尔伯格觉得本奇利剧本中的角色仍然不够讨喜，因此邀请青年剧作家约翰·比鲁姆（John Byrum）来改写，但后者谢绝了这次机会:264。《神探可伦坡》的主创人威廉·林克和理查·莱文森（Richard Levinson）同样婉拒了他的邀请:238。正当导演开始另觅编剧人选时，托尼奖和普利策奖得主、剧作家霍华德·塞克勒（Howard Sackler）正在洛杉矶，他主动提议对剧本进行改写，并且愿意不在演职人员名单的编剧栏中列出自己的名字，导演和两位制片人都不满意本奇利的剧本，所以他们很快就同意了塞克勒的加入。
斯皮尔伯格希望在《大白鲨》中加入“一些轻佻的内容”，从而避免让电影变成“一次黑暗的海上猎杀”，所以他联系了自己的朋友、当时正参与情景喜剧《新扭记冤家》（The Odd Couple）的喜剧编剧兼演员卡尔·哥特列布。导演给哥特列布寄去一份剧本，请他指出应该改写的部分，并且可以出演片中的一个角色。哥特列布寄回了三页笔记，并选择扮演有政治背景的地方报社编辑梅多斯（Meadows）一角。他参加试镜并得以顺利通过，一星期后，斯皮尔伯格带他前去面见制片人，探讨编剧事宜:198。
制片人原本是想请哥特列布来做“为期一周的台词润色”，但他最终却成为了主要编剧，在电影主体拍摄期间用9个星期的时间对整个剧本做了改写:198。大部分场景的剧本都是在开拍前一天晚上完成，哥特列布会先与全体演员、剧组成员及导演共进晚餐，商讨剧情的发展方向。许多台词都源于一众演员在这些晚餐时的即兴发挥，还有一些则是在片场临时起意，这其中最具代表性的就是罗伊·沙伊德尔那句“你得找艘更大的船”（You're gonna need a bigger boat）:201-202。约翰·米利厄斯对台词进行了润色:167，《横冲直撞大逃亡》的两位编剧马修·罗宾斯（Matthew Robbins）和贺尔·巴伍德也对剧本创作有所贡献，但他们的名字都没有列入编剧名单:265。斯皮尔伯格一度声称自己也准备了一份剧本，不过其他编剧是否有借鉴他的创作这点仍然不得而知:167。导演对故事情节作出了几项具体改动，其中之一就是把鲨鱼的死因从原本大面积受伤改为水肺罐爆炸，因为他觉得与一个“扶正祛邪的大结局”相比，这样的设定能够让观众更加满意。据斯皮尔伯格估计，最终完成的剧本中共有27处小说中没有的场景:11-12。
本奇利是在看过渔夫弗兰克·蒙多斯（Frank Mundus）于1964年捉到一条巨大鲨鱼的故事后创作了《大白鲨》。据他所说，昆特一角一定程度上就是源于蒙多斯，自己还看了蒙多斯的《游钓鲨鱼》（Sportfishing for Sharks）一书来做研究:209。片中昆特身为二战美国海军波特蘭級重巡洋艦“印第安纳波利斯号”幸存者的背景故事源于塞克勒的构思。片中昆特对“印第安纳波利斯号”沉没后幸存者受远洋白鰭鯊攻击的描述有一段独白，但究竟哪位编剧在这段独白的创作中做出了最大贡献的问题却引起了许多争议。斯皮尔伯格认为这是塞克勒、米利厄斯和男演员罗伯特·肖合作的结晶（肖也是位剧作家）:167，据他所说，塞克勒首先创作了“四分之三页”演说辞，接着米利厄斯将其转成独白，然后再经过肖的改写。而哥特列布则认为其中大部分都是肖的功劳，对米利厄斯的贡献轻描淡写:208。

### 演员
赛纳克和布朗要求导演请知名演员出演《大白鲨》，但他在答应的同时也希望尽可能避免请大牌明星加盟。他觉得，请“一定程度上籍籍无名”的人来出演有助于让观众“相信这样的事情可能会发生在平常人身上”，而那些“大明星会伴随着（观众的）许多回忆，这些回忆有时......会对故事（产生）不利（影响）”:265。导演还表示，自己打算让电影中的“超级巨星就是那条鲨鱼”。首先获选出演的是洛兰·加里，她是当时环球影业总裁西德尼·希恩伯格的太太，饰演艾伦·布罗迪（Ellen Brody）一角，然后是莫瑞·汉密尔顿得以出演艾米提岛市长:56。特技替身演员出身的女演员苏珊·巴克琳尼（Susan Backlinie）既会游泳又愿意全裸出镜，因此获聘诠释片中的首名被害人克莉西·沃金斯。大部分小角色都是由马萨葡萄园岛的一般居民诠释，影片也主要是在这里取景。其中饰演副警长亨德里克斯的杰佛瑞·克莱默（Jeffrey Kramer）之后還成为电视节目制片人:35。
导演起初打算请罗伯特·杜瓦尔出演警长布罗迪，但这位男演员只对扮演昆特一角感兴趣:237。查尔顿·赫斯顿曾表示出演意向，但斯皮尔伯格觉得这只是一个普通社区的警长，如果由希斯顿这样一位拿过奥斯卡影帝的大明星来演，其银幕形象难免过于隆重:236-237。导演在一次聚会上与一位剧作家谈到片中鲨鱼跳到船上的情节，同样参加了这个聚会的罗伊·沙伊德尔无意中听到两人的对话后对项目产生兴趣。斯皮尔伯格起初对敲定沙伊德尔感到忧虑，担心他会把这个角色诠释成像之前《法国贩毒网》中那样的“硬汉”，沙伊德尔还因该片获得过奥斯卡最佳男配角奖提名:237。
电影开拍9天前，昆特和胡珀的演员仍未选好:206。导演先后找了李·马文和史特林·海登飾演昆特，但两人都选择婉拒:237。赛纳克和布朗前不久刚与肖在《骗中骗》中合作，于是向斯皮尔伯格推荐这位男演员:20。肖对原著小说不感冒，因此起初也不大乐意接受这个角色，但在夫人玛丽·乌尔（Mary Ure）和秘书的敦促下还是决定接演——“她们上回有这么热心对待的电影是《鐵金剛勇破間諜網》，她们（的选择）是对的”。肖以同样参与演出的克雷格·金斯伯利（Craig Kingsbury）當作自己表演的基础，后者是当地渔夫，而且脾气出名的古怪，在片中饰演渔夫班·加德纳:36。斯皮尔伯格也曾形容金斯伯利是自己心目中“最为纯粹的昆特”，他在没有参与演出期间的一些话也加入到剧本中，成为加德纳和昆特的台词。
导演起初想找强·沃特来诠释胡珀一角:20，还曾考虑过蒂姆斯·伯特姆斯（Timothy Bottoms）、乔尔·格雷和杰夫·布里吉斯:236。斯皮尔伯格的朋友乔治·卢卡斯向他建议出演过自己导演的《美国风情画》的理查德·德莱弗斯。德莱弗斯起初谢绝了这次机会，但在出席电影《布迪·克拉维茨的学徒生涯》（The Apprenticeship of Duddy Kravitz）的预发行试映后改变了主意。因为他对自己在该片中的表现深感失望，担心影片上映后会再也找不到工作，因此立即联絡斯皮尔伯格表示同意參演《大白鲨》。由于导演对电影的设想与本奇利的小说有很大的不同，因此他要求德莱弗斯不要去看原著。之后胡珀一角经过改写，以便更适合德莱弗斯演出:206，并且也更能代表斯皮尔伯格的设想，他把德莱弗斯视为“另一个自我”:236。

### 拍摄
《大白鲨》的主体拍摄工作于1974年5月2日在马萨诸塞州的马萨葡萄园岛展开:233，剧组之前还曾考虑过纽约州的长岛东部。布朗之后表示，剧情需要一个经济规模在中等偏下的度假区，如果出现鲨鱼，当地的旅游业将毁于一旦:7。马萨葡萄园岛获选的另一个重要原因是：其海岸周围远至19公里范围内的沙质海底距海面的距离一直都在11米以上，这对道具鲨鱼的操作非常有利。导演希望片中的水面和水下镜头可以有相对的特写效果，能够类似于人们在游泳时所见到的情景，摄影师比尔·巴特勒为此设计了新的装备，以便在海上和水下进行拍摄，其中包括可以在遇到潮汐时仍然保持摄像机固定的钻台和密封的潜水摄影机盒。斯皮尔伯格要求艺术指导部门避免在布景和衣柜中用到红色，这样鲨鱼攻击时出现的血液就会是镜头中仅有的红色元素，给观众构成更大的冲击。

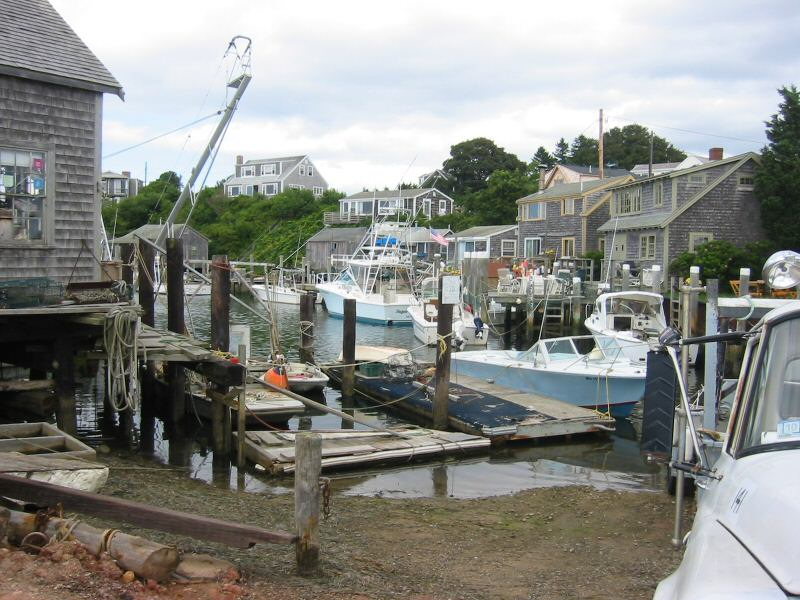
马萨葡萄园岛上的小渔村梅内莎是本片的主要取景地点。

工作人员一共制作了三条全尺寸的气动道具鲨鱼，剧组以斯皮尔伯格的律师布鲁斯·莱默（Bruce Raimer）给鲨鱼起名叫“布鲁斯”:241，一条是全尺寸的“海上滑行鲨”，主要使用一根长约100米的线缆拖动，这条鲨鱼没有下腹部；另外两条“平台鲨”，一条用于拍摄从左往右看到鲨鱼的镜头，其左侧不会出现在镜头中，可以看到内部暴露出的多组气动软管，另一条则相反，用于拍摄从右往左看到鲨鱼的镜头，其右侧暴露出内部机械结构。这些道具鲨鱼都是由艺术指导设计师乔·阿尔夫斯（Joe Alves）于1973年7到9月设计，再从1973年11月到次年4月由位于加利福尼亚州太阳谷的罗利·哈珀电影设备租赁公司制作。共有多达40名特效工作人员一起参与了制作，因制作1954年版《海底两万里》（20,000 Leagues Under the Sea）中的巨型章鱼闻名的鲍勃·马提（Bob Mattey）负责监督。道具鲨鱼制作完成后再用卡车运到外景拍摄地。1974年7月初，用来拖动两条侧视鲨鱼的平台在降至海底的过程中翻沉，剧组只好派一队潜水员下海搜索。这些模型的全部活动配件一共需要14位操作员来控制。
电影的拍摄过程困难重重，成本大幅超支。大卫·布朗曾表示电影预算“是400万美元，但实际上却花了900万美元”:8，由于机械鲨鱼存在问题，单特效支出一项就达到了300万美元。心怀不满的剧组成员还给电影起了个叫“缺陷”（Flaws，原英文片名为）的绰号:241。斯皮尔伯格把许多问题归咎于自己的完美主义和经验不足。他的完美主义作派集中体现在坚持要用实际大小的道具鲨鱼在海上拍摄，称“我本来可以在水箱或是哪个受保护的湖泊里拍这部电影，但这样看起来就是会不一样”。而对于自己缺乏经验的问题，导演表示：“基本上来说，我对大海的看法还很天真。我天真地以为自己能够征服大自然，但这只是一种有勇无谋、狂妄自大的表现。而且真正的问题在于，当我要求大家跑到大西洋，而不是北好莱坞的某个水箱里拍摄这部电影时，我还太年轻，意识不到自己的鲁莽。
在海上拍摄导致了多方面的延误：外来船只进入镜头视野、摄影机进水，“逆戟鲸号”又一次和船上的演员们一起沉入水中。道具鲨鱼经常因各种原因导致频繁出现故障，如恶劣天气、气动软管受到海水腐蚀、框架因水压破裂，皮肤受到腐蚀和电解。从最初的试水开始，使用号称“不吸水”的氯丁橡胶泡沫制成的鲨鱼皮肤就吸收了海水，导致鲨鱼膨胀，水下的海藻经常会缠住“海上滑行鲨”。据斯皮尔伯格之后的计算，每天12个小时的工作日程中，平均只有4小时的确是用在拍摄上:31。哥特列布差点让船的螺旋浆削掉脑袋，德莱弗斯也几乎被锁在钢筋笼子里出不来。几位演员都经常晕船。肖因遇到税务方面问题，只要有机会就会逃往加拿大:36-37，这期间德莱弗斯正因在《学徒》中的表演获得如潮好评，肖则开始酗酒，对德莱弗斯的成功心怀怨恨。剪辑师弗娜·菲尔兹在电影的主体拍摄期间很少有可以工作的素材，据斯皮尔伯格所说：“要是一切顺利，我们一天能拍5个镜头，一般情况下则只有3个，要是不顺利，那就一个都拍不出来”。

吊在塔架上的机械鲨鱼。

事实证明，电影拍摄过程中的延误也带来了一些意外收获。剧本在制作过程中得到改善，机械鲨鱼可靠性欠佳也迫使斯皮尔伯格在拍摄许多场景时只是暗示鲨鱼存在，例如大部分捕杀鲨鱼的镜头中都是用黄色浮桶来代表其位置:36。电影开场时原计划有一场鲨鱼吞食克里茜的镜头，但之后经过改写，用突然拉起的线缆来模拟鲨鱼的攻击。斯皮尔伯格还在片中使用了多个只能看到背鳍的镜头。对电影的评论中普遍认为，这些限制性的镜头虽是不得以而为之，但却增强了影片的悬念:36。导演自己也在多年后表示：“这部电影在原本的日本周六日场惊悚片基础上摇身一变，成为一部更具希区柯克风格的作品，一部看得越少、得到的越多的惊悚片”。他还在另一次接受采访时表示了类似的看法：“鲨鱼不能工作可谓是天赐良机。电影变得更像阿尔弗雷德·希区柯克，而不是雷·哈利豪森”的作品。要让观众相信有一条如此巨大的鲨鱼，演员的演技也就变得至关重要：“水中的鲨鱼看起来越是虚假，我就越是焦虑地告诉自己必须提高（演员）表演的自然程度”。
鲨鱼专家罗恩·泰勒（Ron Taylor）和瓦莱丽·泰勒（Valerie Taylor）夫妇在澳大利亚海域拍摄了真正鲨鱼的镜头，并且通过使用小个子演员待在小型鲨笼内来制作鲨鱼体形庞大的错觉。泰勒夫妇在拍摄期间遇上了一条真正的大白鲨，船和笼子都受到攻击。这些攻击的画面是如此惊人，以至于导演迫切地想要将其用到电影中。笼子受攻击时里面并没有人，而剧本中又和小说一样有鲨鱼杀死胡珀的内容，所以这一情节也就经过改写，胡珀成功从笼里逃生，泰勒夫妇拍下的镜头也就相应用到了电影中:234-235。正如执行制片人比尔·吉尔摩（Bill Gilmore）所言：“澳大利亚水下的那条鲨鱼改写了剧本，挽救了德莱弗斯的角色”:235。
虽然主体拍摄工作计划用55天完成，但实际上却延误了159天之多，直到1974年10月6日才杀青:233。斯皮尔伯格对此一度表示：“我以为自己的电影生涯就到此为此了。我听到了传言……说我再也别想找到活干，因为从来没有谁拍个电影超期上百天之久”。电影拍摄的最后一个镜头正是片尾鲨鱼爆炸的场景，但拍摄时导演本人并不在场，因为他觉得剧组打算拍完那个镜头就会把他给扔到水里去。从此以后这也成为他的一个习惯，只要是自己导演的电影拍到最后一个镜头，他就会故意缺席。之后，剧组在位于加利福尼亚州卡尔弗城的米高梅水箱和圣卡塔利娜岛附近拍摄了水下镜头，特技演员迪克·沃洛克（Dick Warlock）和弗兰克·詹姆斯·斯帕克斯（Frank James Sparks）作为德莱弗斯的替身，拍摄鲨鱼攻击钢笼的那场戏。弗娜·菲尔兹已经完成了电影前三分之二的粗剪，再从追捕鲨鱼的段落开始完成剪辑工作，并对部分素材重新加工。据赛纳克所说，“她实际上把一些史蒂文本是作为喜剧来拍摄的镜头加以重建，令其变得可怕，又将一些本来可怕的场景变成了喜剧镜头”:251-252。剧组把用来充当“逆戟鲸号”的船带回了洛杉矶，以便音效团队录制船只和水下场景的声音:197。
电影中有两个镜头在试映后进行了修改。一处是因观众的尖叫声盖过了沙伊德尔的台词“你得找艘更大的船”，布罗迪在鲨鱼在从身后跃出水面后相应反应的镜头时间有所延长，并且沙伊德尔台词的音量也予调大:178-179:24-25。斯皮尔伯格还决定要让观众再“多来一次尖叫”，重拍了胡珀发现本·加德纳尸体的镜头，但环球影业拒绝承担相应费用，所以导演自掏了3000美元腰包，这个水下镜头是在菲尔兹位于洛杉矶圣费尔南多谷恩西诺（Encino）的游泳池里拍的，先用胶乳制作克雷格·金斯伯里的头部模型，然后将其连接一个道具尸体上，再一起摆放到失事船只的船体内。导演还把奶粉倒入游泳池，以求获得玛莎葡萄园岛的混浑水域效果。

### 音乐
約翰·威廉斯谱写了本片的配乐，并因此赢得一座奥斯卡金像奖，在之后美国影艺协会评选的史上最优秀电影配乐中排名第6。其中占主导地位的“鲨鱼”主题以两个音符简单交替的模式构成，这两个音符通常称之为“和”或“与”，成为悬念音乐的经典之作和危险逼近的代名词。威廉斯形容这一主题“就像鲨鱼一样本能、无情、势不可挡地朝你逼近”:174。这段主题由低音號乐手汤米·约翰逊（Tommy Johnson）演奏。约翰逊曾询问威廉姆斯，为什么这段旋律不改用更合适的法国号来演奏，后者表示这是为了让主题听起来“多上几分威胁”。作曲家首次向导演展示自己的构思时只在钢琴上弹奏了两个音符，据说当时斯皮尔伯格笑了起来，以为这不过是开了个玩笑。在威廉姆斯看来，《大白鲨》和海盗题材电影有一定的相似之处，所以他在配乐中的其他部分就使用了“海盗（风格）音乐”，称这样的音乐虽然“原始，但趣味性和娱乐性都很足”。此外，配乐中还包括有快速演奏的打击乐，与阿希尔-克洛德·德彪西的《大海》（La mer）和伊戈尔·费奥多罗维奇·斯特拉文斯基《春之祭》相呼应。
对于这段音乐主题的含义和效果有着多种不同的诠释，许多评论中都认为这是电影史上最知名的主题音乐之一。音乐学者约瑟夫·坎瑟拉罗（Joseph Cancellaro）认为，这两个音符是在模仿鲨鱼的心跳。据亚历山大·泰尔斯基（Alexandre Tylski）所说，这一主题与伯纳德·赫尔曼为《出租车司机》、《西北偏北》，特别是《神秘岛》（Mysterious Island）创作的主题音乐类似，代表着人类的呼吸。他还进一步指出配乐中最强烈的动机实际上是“撕裂、破裂”——主题突然戏剧性地中断时，克里茜已命丧鲨鱼的血盆大口。乐曲中有声和无声部分间的关系还利用观众对鲨鱼主题的理解和接受营造出更为强烈的效果:174，片尾高潮戏段中鲨鱼在没有音乐先兆的情况下突然出现就是一个典型的例子。
斯皮尔伯格之后表示，《大白鲨》的成功，威廉姆斯的音乐有一半功劳，威廉姆斯也称，这是自己事业上的一次飞跃。他之前还曾为导演的长片电影处女作《横冲直撞大逃亡》谱曲，之后斯皮尔伯格导演的几乎所有电影都是由他作曲:174。1975年，MCA唱片发行了《大白鲨》的原声音乐唱片，然后又在1992年发行了，其中包括作曲家为唱片重新录制的约半小时音乐。2000年，迪卡唱片公司和环球唱片又分别在电影25周年发布时再度发行了电影的原声带，其中包括全部51分钟的原创配乐，瓦雷泽·萨拉班德唱片还推出了配乐的重新录制版本，由皇家苏格兰国家管弦乐团演奏，乔尔·麦克尼利（Joel McNeely）指挥。

## 灵感和主题
赫尔曼·梅尔维尔的《白鲸记》是《大白鲨》最显著的艺术先行作品。昆特一角和亚哈船长非常相似，都痴迷于要猎杀巨大的对手（抹香鲸或大白鲨）。昆特的独白就表现出了这种痴迷，连他的船也是以大白鲨唯一的天敌——虎鲸命名。小说和原著剧本中的昆特是被绑在腿上的鱼叉拖下海中而死，这也与亚哈在《白鲸记》中的死类似。斯皮尔伯格所写的剧本草稿中可以找到这些相似之处的明证，其中昆特首次出场时正在观看1956年版的电影《白鲸记》（Moby-Dick），他一边看一边不断地发笑，使得其他观众都起身离开了电影院。但是，拥有这部电影版权的格里高利·派克拒绝授权《大白鲨》中出现《白鲸记》的镜头。编剧卡尔·哥特列布还认为本片和欧内斯特·海明威的《老人与海》有相似之处：“《大白鲨》是……一次无与伦比的抗争，就像梅尔维尔和海明威（的作品）一样”:209。
本片的水下镜头中有些是以鲨鱼的视角拍摄，有学者将这些镜头和20世纪50年代两部恐怖片中的段落相比，分别是《黑湖妖潭》和《改变世界的怪兽》（The Monster That Challenged the World）。哥特列布还指出有两部同样诞生于50年代时代的科幻电影对《大白鲨》中描绘鲨鱼的方式产生了影响，一部是1951年的《怪人》（The Thing from Another World），哥特利布称该片是“一部你直到最后才能看到怪物的伟大恐怖片”:290；另一部是1953年的《宇宙访客》（It Came From Outer Space），“片中的悬念正是由于怪物始终没有出现在镜头里而建立起来的”。这些先例让斯皮尔伯格和哥特利布“专注于展示鲨鱼的‘影响’而非鲨鱼本身”:201-202。
评论家尼尔·辛雅德（Neil Sinyard）曾指出，《大白鲨》和亨利克·易卜生的《人民公敌》也有类似之处:32，哥特列布也表示，自己和斯皮尔伯格都曾把《大白鲨》形容为“《白鲸记》遇上《人民公敌》”:208。在易卜生的作品中，有大夫发现一个海滨小镇的药用温泉受到了污染，他试图说服镇上居民这一主要游客景点存在的风险，但却因此失去了工作，人们对他避之唯恐不及。这一情节主线和《大白鲨》中布罗迪与市长间的冲突平行，后者也拒绝承认有鲨鱼存在，因为这可能会导致游客不敢再在夏天来艾米蒂岛度假。之后人潮拥挤的海滩在光天化日之下发生了更多的鲨鱼攻击事件，布罗迪这才得到平反。辛雅德认为，这部电影“巧妙地把水门事件和易卜生的剧作结合在一起”:32。

### 学术评论
《大白鲨》还引起了学术评论界的重视。斯蒂芬·希思把电影的意识形态意义与过去不久的水门事件联系起来。他认为布罗迪代表着“白人男性中产阶级——（片中）没一个黑人，而且也几乎没有女性角色”——他用那种“从恐惧和正统中诞生的普通人英雄主义”恢复了公共秩序:510。不过，希里超越了意识形态的内容分析，将《大白鲨》作为一件“工业产品”的样板式信号加以检验，这样的商品以“电影的愉悦感”作为基本卖点，这样的愉悦感正是这一行业得以长期存在的根本原因，这又进一步说明了《大白鲨》何以能创下发行获利的新纪录:514。
安德鲁·布里顿（Andrew Britton）把电影与小说中那种水门事件后的玩世不恭相对比，认为两者不同的部分（胡珀生还，鲨鱼死于爆炸）令电影成为“一次公用的驱魔仪式，一次恢复思想信心的仪式”。他认为，如果没有大量观众对片中消灭鲨鱼的一幕感到欢欣鼓舞，那么《大白鲨》的成功将是“不可想象的”:237。在他看来，布罗迪正好说明“一个公正人士所做出的个人行动仍然可以是社会变革的可靠来源”:239。彼得·比斯坎德（Peter Biskind）认为，电影中还是保留了水门事件后对政治冷嘲热讽的思潮，片中除了鲨鱼外仅有的反派就是唯利是图的市长。不过他也指出，本片并没有美国新好莱坞电影人惯常采用的“我们对抗他们”、嬉皮反文化人物对抗强权的叙事模式，《大白鲨》中的首要冲突并不是让英雄对抗权威人物，而是一个对所有人——不论其社会经济地位——都构成威胁的鲨鱼:279。
虽然布里顿指出，电影避免了小说中艾米蒂岛上社会阶级矛盾的主题:239，但比斯坎德却发现电影中仍然存在阶级分化，并且认为这些内容都很重要。“权威必须得到恢复，”他写道，“但不是由昆特来恢复。”这位海员身上那种“工人阶级的韧性和资产阶级的独立性是异化而可怕……非理性且失控的。”与此同时，胡珀依靠的“是科技而非经验”，他的能力是继承得来，而非自己通过行动获得，在决定性的行动中，他只能起到边缘化的作用，只不过比昆特的作用会大上少许。在布里顿看来，这部电影更为关注“孩子们的脆弱性和对其加以保卫与守护的必要性”，这反过来又有助于产生一种“家庭生活最高价值的普遍意义：这种价值显然与（意识形态的）稳定性和文化的连续性息息相关”:238。
詹明信的马克思主义分析突出了鲨鱼代表的多种含义以及多种解读这些含义的方式——与共产主义或是第三世界这样的外来威胁相比，鲨鱼对当代美国人生活构成的危险更为迫切和真实，片中市长试图消除和压制人们对死亡威胁的认知，但这注定是徒劳的。他坚称，鲨鱼的本质实际上是社会和历史的忧虑，只不过是把这种忧虑融入到一个自然生命的外壳中反射出来，看起来就成了一种生物和其他生物之间的冲突:26-27。他把昆特的灭亡视为推翻老旧的民粹主义新政式美国的象征，而胡珀的合作关系则相当于“法律和秩序与跨国公司新技术官僚势力间联盟的寓言......观众可以在没有意识到自己正被排除在（这种联盟以）外的情况下感到庆幸”:28-29。
尼尔·高布乐（Neil Gabler）在分析中认为，影片展示了解决障碍的三种不同办法：科学（由胡珀代表）、唯心主义（由昆特代表）和普通人（由布罗迪代表）。只有最后一个获得了成功，这也正是电影中所赞同的方式。

## 发行

### 宣传
环球影业花了180万美元给《大白鲨》做宣传，其中单在全国电视广告上的花费就达到史无前例的70万美元:255-256。从1975年6月18日开始到两天后电影上映，电视台都在晚间黄金时段播出时长25到30秒左右的广告。除此以外，根据电影界学者塞尔·科奇伯格（Searle Kochberg）的说法，环球影业为电影的市场营销“制定和统筹了一套极具创新意识的方案”。早在1974年10月，塞纳克、布朗和本奇利就开始作客电视和广播谈话节目，对小说的平装版和即将推出的电影加以宣传:26-27。电影公司还和书籍出版商达成协议，在平装本书上和电影的所有广告中都会出现书名和电影片名的标志。这一联合促销策略的中心焦点则是约翰·威廉姆斯创作的主题音乐和绘有鲨鱼朝一位落单女性泳者逼近的电影海报。海报和书籍封面均是由出版公司员工罗杰·卡斯特尔（Roger Kastel）设计。塞奈格广告代理公司花了6个月的时间来设计海报，负责人托尼·塞奈格表示：“不管我们怎么做，看起来就是不够吓人”。他最后认定：“你必须要到鲨鱼的下方才能够看到它的牙齿”。
还有更多的商品试图借电影发行的东风进行促销。格雷姆·特纳（Graeme Turner）在1999年写道，伴随《大白鲨》进行搭售的产品可能至今仍然是“任何电影中最为精心搭配的组合”，“其中包括原声带唱片、恤衫、塑料杯、有关电影制作的书籍、电影的原著小说、沙滩毛巾、毛毯、鲨鱼外观的服装、玩具鲨鱼、爱好工具包、游戏、海报、鲨鱼牙齿制成的项链、睡衣、水枪，等等等等”。例如理想玩具公司就开发了一款图版游戏，玩家要用钩子在鲨鱼把嘴合上前将里面的东西勾出来。

### 院线上映
《大白鲨》的粗剪版本于1975年3月26日在德克萨斯州的达拉斯举行了两次试映，还于3月28日在加利福尼亚州长滩进行了又一轮试映，引起了观众的热烈反响。再加上本奇利原著小说发行后的成功和环球影业早期的宣传战略影响，影院业主对该片产生了浓厚兴趣，为制片公司在数百家电影院同步上映《大白鲨》的计划提供了便利:253:23-26。4月24日，影片又在好莱坞举行了第三轮、也是最后的一轮试映，这次的版本中包含了根据之前试映反响所做的改动:254。环球影业总裁卢·沃瑟曼（Lew Wasserman）在出席了其中一场试映活动后下令，将电影的首轮发行从原计划的多达900家影院加以删减，宣称“我想让这部电影持续放映完整个暑假，我不希望棕榈泉的人们就在棕榈泉看这部电影，我想让他们开车赶到大老远的好莱坞去看”:26。尽管如此，预定开始放映的电影院数量仍然有数百家，这在当时仍然是规模异常之大的全面发行。当时大规模上映的许多电影都存在品质不佳的问题，剥削电影在业内屡见不鲜，还惯常花钱请人来减少负面的评论和口碑效应。当然这其中也有一些例外情况，例如《比利杰克》（Billy Jack）的重新发行及其续集《比利杰克的审判》（The Trial of Billy Jack）的首轮发行，《肮脏的哈里》（Dirty Harry）续集《紧急搜捕令》（Magnum Force），以及当时发行不久的詹姆斯·邦德系列电影:111:110-112。不过，那时的大型制片公司发行影片的惯常做法还是先在为数不多的几个大城市剧院开映，并举行一系列的首映式。然后分销商再缓慢跟进，把电影拷贝逐渐推广到全国各地，并在这一过程中把握任何积极的专业评价和观众反应。1972年获得巨大成功的《教父》带动了更大范围发行的趋势，但即便是该片，当年也只是在5家剧院开映，到第二个周末时再开始进一步推广。
6月20日，《大白鲨》在北美的464张银幕上亮相，其中409张位于美国境内，剩下的则在加拿大:108。与电影开映的规模相比，其全国性电视台的广告宣传在当时更为罕见，两者相结合成就的发行方式在当时可谓闻所未闻。虽然哥伦比亚电影公司一个月前为查尔斯·布朗森的惊悚片《最后逃亡》（Breakout）采用了类似的营销手段，但在规模上远远不及:277。环球影业总裁西德·欣伯格相信，这种全国范围的营销比起缓慢、分散的发行更为划算。由于电影上映后获得了热烈的反响，其发行规模于7月25日扩展到了近700家剧院，8月15日再次扩展到超过950家电影院:125。海外发行也遵循着相同的模式，都是以密集的电视广告和大范围发行相结合，以英国为例，《大白鲨》就于12月开始在该国超过100家剧院上映。

## 迴響

### 票房表现
《大白鲨》上映首周获得了700万美元的进账，仅用两个星期就收回了制作成本:44。上映78天后就打破了《教父》创下的北美电影票房最高纪录，并且也超过该片在拷贝出租上收获的8600万美元，成为历史上首部单拷贝出租收入就超过1亿美元的电影:210。电影的首轮发行最终获得了1.231亿美元的租凭收入:44，1976和1979年的再度发行又进账1.334亿美元。
影片于1975年12月开始向海外市场发行，在国际市场也获得了类似国内的成功，打破了新加坡、新西兰、日本、西班牙和墨西哥的票房纪录。到1977年时，《大白鲨》已经创下了全球电影票房达4亿美元的新纪录，其中国际市场收入为1.93亿美元，超越了《教父》之前保持的1.45亿美元纪录。
《大白鲨》的世界电影历史票房冠军位置保持了两年，然后被上映6个月的《星球大战》超越，该片于1978年创下了新的全球电影票房纪录。如果不考虑通货膨胀因素，截至2014年6月上旬，本片仍以4.7亿美元的成绩排在全球电影票房历史总榜上的第139位，并以2.6亿美元的成绩排在北美电影票房历史总榜的第72位。如果计算通货膨胀并按2011年的电影票价计算，《大白鲨》的全球进账将达近20亿美元，成为除《星球大战》系列外最成功的系列电影。如果单看北美地区收入，影片售出的电影票数量估计有1亿2807万8800张，折合2014年电影票价收入将达10.19亿美元，仍然能在历史总榜上排到第7位。《大白鲨》在所有1975年起于英国上映的电影中票房可以排到第7位，按2009至2010年货币价值计算，其收入将超过7000万英镑，观影人次估计有1620万。《大白鲨》还在巴西售出了1300万张电影票，在该国历史上仅次于1997年的《泰坦尼克号》。
美国广播公司在《大白鲨》1979年重新发行后获得了该片在电视上的首播权。其美国电视首播收获了高达57%的收视率，在历史上所有通过电视播出的电影中仅次于1939提的《乱世佳人》。1981年10月，有2300万英国观众收看了本片在该国的电视首播，在该国所有通过电视播出的电影中仅次于《007之你死我活》。

### 专业评价
《大白鲨》一经上映就获得了影评人的普遍好评。《芝加哥太阳报》影评人罗杰·埃伯特称这是“一部轰动一时的高效动作片”，认为其中的角色已经发展出了真实的人性，让这部可怕的惊悚片得以更上一层楼。《综艺》杂志的·墨菲（A.D. Murphy）称赞了斯皮尔伯格的导演能力，还称罗伯特·肖的表现“绝对无与伦比”。《纽约客》的宝琳·凯尔（Pauline Kael）认为，本片是“有史以来最激动人心而又倒行逆施的恐怖片......比伍迪·艾伦的早期作品更具热情，而且更是电力十足，从伍迪·艾伦的那种风格来说还很有趣”。《新时代》（New Times）杂志的弗兰克·里奇（Frank Rich）写道：“斯皮尔伯格拥有这个年代绝大多数美国电影人都缺乏到有些荒谬的那种得天独厚的天赋：他的确知道如何通过银幕来讲故事……《大白鲨》中的一些最可怕的场景里我们甚至都没有看到鲨鱼，这正是这位导演天赋的绝佳体现”:256。朱迪思·克里斯特（Judith Crist）在《纽约》（New York）杂志上形容本片是“令人精神为之一振的最高级别冒险娱乐”作品，还称赞了其中演员的表演和“非凡的技术成就”。雷克斯·里德（Rex Reed）赞扬了片中让人神经紧崩的动作场面，他的总结认为，“《大白鲨》在很大程度上是一部扣人心弦的恐怖片，每个部门的表现都很完美”。
不过，也有部分影评人对本片评价不佳。《纽约时报》的文森特·坎比（Vincent Canby）写道：“不知这电影到底是怎么搞的，我们甚至都没有一次对这头鲨鱼的受害者感到特别的同情……那些最优秀电影中的人物性格会通过行动反映出来。而《大白鲨》里的人物性格只是其行动的一部分……就像舞台上那些在必要情况下动用的道具和信息传递一样。”不过他也觉得电影内容表现上虽然欠佳，但还是可以给观众带来很大的乐趣。《洛杉矶时报》影评人查尔斯·强普林（Charles Champlin）认为电影不应评为PG级，称“《大白鲨》对于孩子们来说太可怕了，而且很可能会让任何年龄段的观众感到反胃......”他认为这部电影过分依赖于可怕的内容对观众造成的冲击，作品本身实际上漏洞百出，演技笨拙、剧本粗糙。国家评论协会的玛西娅·马吉尔（Marcia Magill）称，虽然《大白鲨》单凭其后半截来说就值得一看，但片中几位主角对鲨鱼的追捕却是“忙碌之中漏洞百出”。《评注》（Commentary）的威廉··佩切（William S. Pechter）认为本片会让那些追求感官刺激的观众感到头脑麻木，其制作的本质就是在进行这样的操纵。《乡村之声》的莫莉·哈斯克尔（Molly Haskell）也有类似的观点，认为电影“在吓人方面就像电脑般精准......你会感觉自己就像是一只正在接受休克疗法的老鼠”:256。影片最常为人诟病的就是其中的人造机械鲨鱼：马吉尔声称“这头经程序设定鲨鱼的特写镜头真是假到不能再假了”，2002年，在线影评人詹姆斯·伯拉迪尼（James Berardinelli）表示，如果不是斯皮尔伯格巧妙设置悬念的导演技巧，观众只会对其中的道具鲨鱼感到好笑，比那些电子鲨鱼的好笑程度还要翻倍。《哈勒威尔电影指南》（Halliwell's Film Guide）声称，《大白鲨》中“虽然包含真正有悬念和恐怖感的段落”，但这仍然不过是“一部缺乏解说、直截了当的惊悚片中加上过分哆嗦的对话和一头最终出现时实在没法让人信服的怪兽。

### 荣誉
《大白鲨》在第48届奥斯卡金像奖角逐中获得了4项提名，除最佳影片奖不敌《飞越疯人院》外:257，剪辑、原创配乐（正剧类）、音效三项均成功胜出:45。斯皮尔伯格对自己没能得到导演奖提名深感不满:256。约翰·威廉姆斯谱写的配乐除奥斯卡奖外还拿下了格莱美奖、英国电影学院奖和金球奖。弗娜·菲尔兹除奥斯卡奖外还将美国电影剪辑师协会颁发的美国剪辑师埃迪奖最佳电影长片剪辑奖收入囊中。
《大白鲨》入选为人民选择奖的最受欢迎电影。还获得了第29届英国电影学院奖的最佳影片、导演、男主角（理查德·德莱弗斯）、剪辑和音效奖提名，以及第33届金球奖最佳影片（正剧类）、导演、编剧奖提名。斯皮尔伯格还获得了美国导演工会奖提名，而彼特·本奇利和卡尔·哥特列布则得到了美国编剧协会最佳改编剧本奖提名。
《大白鲨》自发行后多年来经常被影评人和业内专业人士评为历史上最优秀的电影之一。1998年，美国影艺协会评选1896至1996年间100部最经典的美国电影，本片名列第48位，2007年时又进行了十周年的评选，本片位置下滑至第56位。片中的鲨鱼也在美国影艺协会于2003年评选的百年电影史百大银幕英雄与恶魔的恶魔榜上名列第18位。罗伊·沙伊德尔的台词“你得找艘更大的船”（You're gonna need a bigger boat），还在美国影艺协会于2005年评选的百年电影史百大经典台词里排名第35位。威廉姆斯谱写的配乐则在美国影艺协会评选的百年电影史25部最优秀的电影配乐中名列第6，影片还是2001年评选的百年电影史百大惊悚电影的亚军，仅次于希区柯克的《惊魂记》。2003年，《纽约时报》将本片评为史上1000部最优秀电影之一。2004年，《大白鲨》在美国精彩电视台的五小时迷你电视节目《100个最可怕的电影瞬间》（The 100 Scariest Movie Moments）中位居榜首。2006年，芝加哥影评人协会把本片评为史上最吓人电影的第6名。2008年，《帝国》杂志把《大白鲨》评为史上第5伟大的电影，并且昆特一角也在其评选的100个最出色的电影角色中排名第50。许多影评人及媒体评选的100或50部最伟大电影中，《大白鲨》都榜上有名，其中包括伦纳德·马尔丁（Leonard Maltin）、《娱乐周刊》、《滚石》、《全面电影》（Total Film）、《电视指南》和《名利场》。
2001年，《大白鲨》因其在“文化、历史和审美方面的显著成就”，获美国国会图书馆列入国家电影登记表下属的国家电影保存委员会保护电影名单。2006年，本片剧本得以在美国编剧工会评选的史上最佳剧本中排名第63位。

## 影响

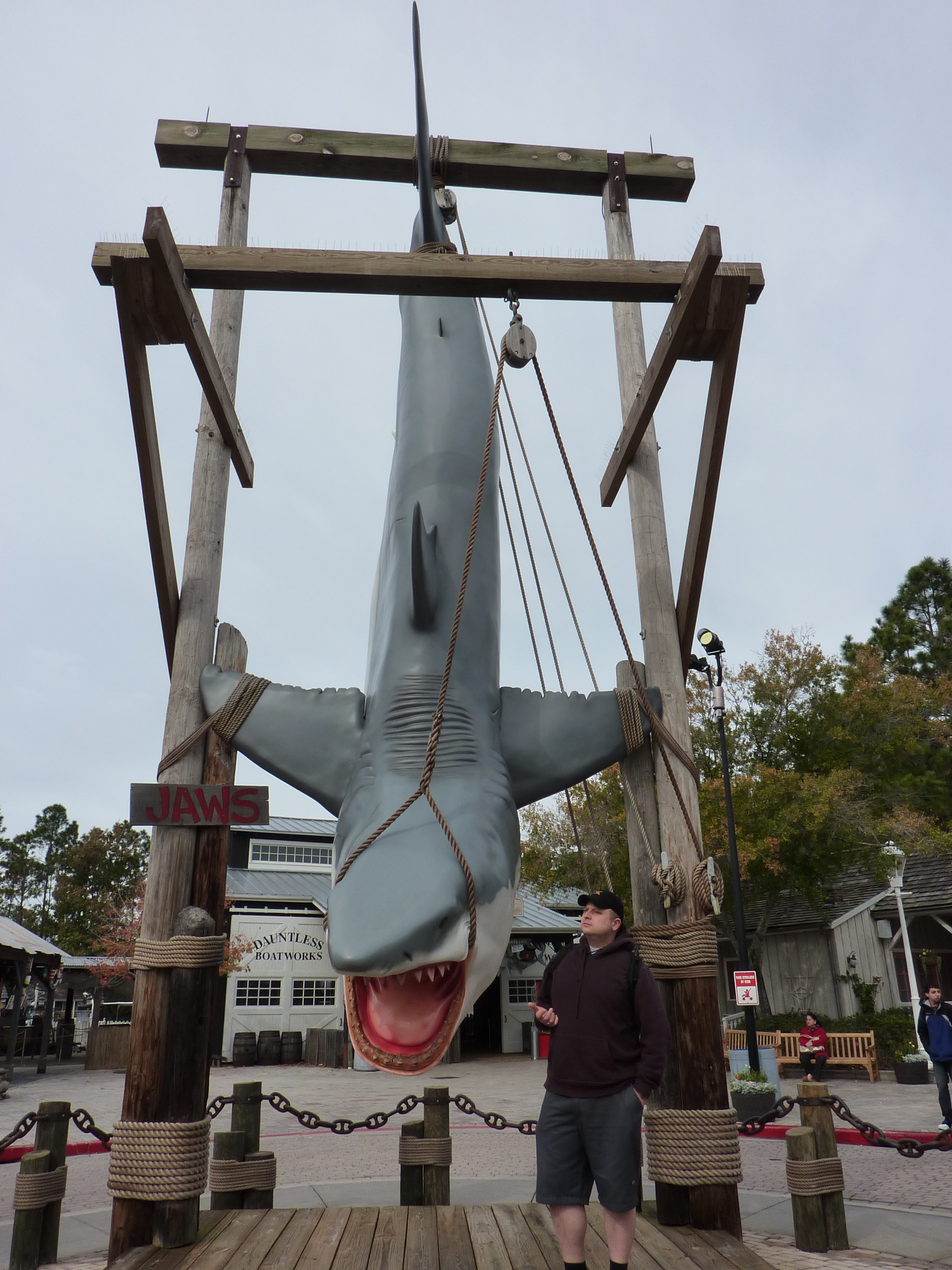
位于佛罗里达环球影城的《大白鲨》景点入口。

《大白鲨》在建立好莱坞现代商业模式上有着举足轻重的地位，将传统上电影缓慢进入新市场，随着时间的推移逐渐建立支持体系的营销方式转变成全国范围发行并伴以密集的电视广告进行支撑。对于现在的大型好莱坞制片公司来说，电影在数以千计的剧院同步上映，并购买大量的媒体广告进行宣传已经是司空见惯的事情。据彼得·比斯坎德所说，《大白鲨》“降低了印刷评论的重要性，让一部电影要通过缓慢发行、单纯依靠品质来寻找观众变成一件几乎不可能的事情……此外，《大白鲨》还很快激起了企业对高额利润的胃口，也就是说，电影公司希望每部作品都成为《大白鲨》”:278。学者托马斯·沙茨（Scholar Thomas）在文章中称，本片“重新校准了好莱坞大片的利润潜力，也重新定义了电影作为市场化商品和文化现象的地位。这部电影坚定地给好莱坞持续五年的不景气划上句点，迎来了高成本、高科技和高速度惊悚片的时代”:176。
《大白鲨》也在令暑期成为美国电影发行黄金季节的过程中起到了重要作用，电影公司都会在这一期间发行其最具实力的票房竞争者、最有望成为大片的作品。在此以前的很长时间里，大部分最有可能成为票房大片的电影都是在冬季上映，而夏季则更多是对那些很可能表现欠佳的电影进行倾销:176。《大白鲨》和《星球大战》都被视为是新美国电影工业商业模式的开端——这一新模式以易于宣传和描述的“高概念”电影为主导——和新好莱坞时代接近尾声的标志，作者论电影逐渐受到忽视，有利可图的大成本作品则越来越吃香:21。新好莱坞时代中，相对独立的电影人还能够进入各大制片公司系统，在比斯坎德看来：“斯皮尔伯格就像是特洛伊木马，让电影公司开始重新确立起自己的权力”:278。
该片还有着更为广阔的文化影响。1960年《惊魂记》中的那场举足轻重的浴室杀人戏段曾令洗澡变成焦虑感的新来源，而《大白鲨》则导致许多观众不敢再下海玩耍:23。影片还被认为是1975年海滩游客数量减少的罪魁祸首，目击鲨鱼的报告数量开始上升:131，电影和人类对鲨鱼长期存在的负面刻板印象也脱不了干系。影片还引发了所谓的「《大白鲨》效应」，据称这种效应让渔民“深受启发，开始投入鲨鱼捕捞比赛，杀死了数以千计的这种海洋食肉动物”。本奇利一度表示，要是事先知道鲨鱼在自然界的真实习性，他是不会写那部原著小说的。保育团体也对这一事实深感悲叹，这部电影让公众非常难以接受鲨鱼应该受到保护的观念。
《大白鲨》还成为之后许多恐怖片的典范，例如雷德利·斯科特1979年的科幻恐怖片《异形》在向电影公司高管宣传其剧本时就称这是“太空版《大白鲨》”。20世纪70到80年代有多部以食人生物为题材的电影上映，其中又以水生生物占主导，如《杀人鲸》（Orca）、《大灰熊》、《虎鯊王》（Mako: The Jaws of Death）、《食人魔鬼魚》（Barracuda）、《大鱷魚》、《凶獸出籠》《東經73度半》（Tintorera）和《惡魔禁地》。斯皮尔伯格宣称，由喬·丹堤（Joe Dante）执导，約翰·塞爾斯编剧的《食人鱼》（Piranha）是所有《大白鲨》仿作中最优秀的一部:257。義大利拍摄了三部以《大白鲨》为蓝本的恶搞仿作：《巨浪白鯊》因抄袭引来了环球影业的起诉；《紅海魔影》之后还在电视节目《神秘科學劇院3000》中以片名《魔鬼鱼》（Devil Fish）亮相；另一部《新大白鯊》中还包括了《大白鲨》和《大白鲨2》的片段。
2005年，马萨葡萄园岛举办「大白鲨节」，庆祝电影上映30周年，并在2012年举行第二届活动。一个由影迷组成的独立团体制作了纪录长片《鲨鱼还能工作》（The Shark is Still Working），其中包括对电影演职人员的采访。罗伊·沙伊德尔担任解说，节目中还表明是向2006年谢世的彼得·本奇利致敬，在2009年洛杉矶联合电影节上首映。
而道具機械鯊魚目前存放在洛杉磯的美國影藝學院博物館，在2019年為了紀念電影上映44周年，博物館重新修復鯊魚安排2020年預定展出。

### 家用媒体发行
1978年发行的《大白鲨》是北美市场上出现的首批激光影碟。1992年，影片又发行了第2版激光影碟，再于1995年发行第3版，发行商抬头是和环球家用娱乐公司，包装上带有签名收藏版印记。这一精心制作的套装包括多个删除或剪除的镜头素材，还有一部时长两小时，有关电影制作的新纪录片，一本原著小说，还有一张约翰·威廉姆斯原创配乐的。
家用视频于1980年首度发行了《大白鲨》的录像带。1995年，环球家用视频又于电影20周年之际发行了新的珍藏版录像带，其中包括一份制作特辑回顾，在北美共计售出了80万套。2000年，影片上映25周年之际再一次，也是最后一次发行了录像带，其中包括有纪录片、删除镜头、多余素材，以及一部预告片。
2000年，《大白鲨》于发行25周年之际首度发布了，并且举行了铺天盖地的宣传攻势。中包括一段时长50分钟的电影制作纪录片，是1995年版激光影碟中那段纪录片的剪辑版本，包括对斯皮尔伯格、沙伊德尔、德莱弗斯、本奇利等演职人员的采访。其它花絮内容包括删除、多余镜头，预告片、剧照和故事板。这版仅第一个月就卖出了100万份。2005年6月，电影的30周年版DVD在马萨葡萄园岛的大白鲨节上发布。新中拥有许多之前发布过的花絮内容，如两小时长的纪录片，以及之前没有发布过的一次斯皮尔伯格于1974年在电影片场接受采访的内容。到了2012年8月的第二届大白鲨节，影片又发布了蓝光影碟，其中的花絮内容超过4小时，包括《鲨鱼还能工作》。这次蓝光影碟的发布也是环球影业成立100周年的系列庆典活动组成部分，一经问世就在销售排列榜上排到第4位，卖出了超过36.2万份。

### 续集
《大白鲨》已经衍生了三部续集，但都远不及原作成功。三部电影在美国的票房收入总和也只勉强达到第一部的一半。1975年10月，史蒂文·斯皮尔伯格在出席旧金山国际电影节时表示：“为任何电影拍摄续集都只是个廉价把戏”:257。不过在《大白鲨2》原定的导演约翰·D·汉考克（John D. Hancock）于电影开拍几天前遭到解雇时，他还是有考虑接手。但他还需要先完成《第三类接触》，因此要再过一年才能开拍，制片人对此无法接受:257-258。最终执导《大白鲨2》的是吉诺特·兹瓦克（Jeannot Szwarc），沙伊德尔、加里、汉密尔顿和克莱默都回归出演了前作中的同一角色。这部于1978年上映的电影也被普遍视为《大白鲨》最优秀的续集。第二部续集是1983年的《大白鲨3》，该片导演乔·阿尔夫斯曾在前两部影片制作过程中担任艺术指导设计师。该片由丹尼斯·奎德和小路易斯·格赛特主演，是一部3-D格式电影，不过到电视和家用媒体播放时没有将其3D效果转入，片名也改为。第三部续集《大白鲨4》1987年上映，约瑟夫·萨金特（Joseph Sargent）导演，迈克尔·凯恩主演且有加里回归，但影片恶评如潮，被评为历史上最糟糕的续集之一。虽然这三部续集都实现了營利，《大白鲨2》和《大白鲨3》还是上映年份电影票房20强，但无论影评人还是观众都普遍对这些作品感到不满。

### 改编作品和商品
有两个主题公园景点是以《大白鲨》为灵感，其中位于佛罗里达环球影城的一个已于2012年1月关闭；另一个位于日本环球影城。好莱坞环球影城的摄影棚之旅中还包括有电影镜头的动画电子版本。此外，影片还有至少两部音乐剧改编作品：2004年在明尼苏达艺穗节首演的《大白鲨音乐剧》（JAWS The Musical!），以及2006年在多伦多艺穗节首演的《巨型杀人鲨：音乐剧》（Giant Killer Shark: The Musical）。根据电影改编的电子游戏已经发布了三个不同版本：1987年的《大白鲨》（Jaws）是一款由开发的FC游戏。2006年的《大白鲨逃脱》（Jaws Unleashed）由Majesco娱乐开发，有、和三种版本，该公司还于2011年发布了针对任天堂3DS和的《大白鲨：终极捕食者》（Jaws: Ultimate Predator）。2010年，上出现了针对的大白鲨手机游戏。市场上还出现了根据电影制作，并得到正式授权的老虎机。